# Kresek (onderdistrict)
Kresek is een onderdistrict in de huidige provincie Bantam in het westen van Java, Indonesië.